# Józef Piotrowski (malarz)
Józef Jan Piotrowski (ur. 16 marca 1878 w Krakowie, zm. 1944 tamże) – polski malarz, oficer Legionów Polskich, kapitan piechoty Wojska Polskiego.

## Życiorys
Po ukończeniu w 1899 nauki w krakowskiej Szkole Przemysłowej rozpoczął studia na Akademii Sztuk Pięknych. Jego wykładowcami byli m.in. Konstanty Laszczka, Józef Unierzyski i Leon Wyczółkowski, studia ukończył w 1906. Od 1910 należał do Towarzystwa „Strzelec”.
Do Legionów Polskich wstąpił we wrześniu 1914 i został skierowany do służb werbunkowych Departamentu Wojskowego Naczelnego Komitetu Narodowego. Pełnił funkcję komisarza wojskowego powiatu żywieckiego Naczelnego Komitetu Narodowego. Od 6 października 1914 awansował do stopnia chorążego w Komendzie Legionów Polskich, a na początku 1915 już jako podporucznik był oficerem werbunkowym w powiecie iłżeckim. W drugiej połowie 1915 został zaszeregowany do 6 Pułku Piechoty i skierowany na Kurs Wyszkolenia Piechoty w Zambrowie. Po jego ukończeniu został przeniesiony do rezerwy personalnej nowo powstałego Polskiego Korpusu Posiłkowego i skoszarowany w Przemyślu. Od 21 czerwca 1917 Józef Piotrowski został przeniesiony do 2 kompanii baonu uzupełnień Polskiego Korpusu Posiłkowego i skierowany do Szkoły Oficerskiej w Przemyślu, a następnie jako porucznika do 5 kompanii baonu zapasowego w Bolechowie. Będąc oficerem zawodowym został internowany 19 lutego 1918 w obozie w Dułowie (węg. Dulfalva) na Zakarpaciu, a następnie wcielony w szeregi armii austriackiej, z którą walczył we Włoszech.
Po odzyskaniu przez Polskę niepodległości pełnił służbę w Powiatowej Komendzie Uzupełnień Kielce na stanowisku I referenta, pozostając oficerem nadetatowym 4 Pułku Piechoty Legionów w Kielcach. W kwietniu 1924 został przydzielony do Szefostwa Poborowego Dowództwa Okręgu Korpusu Nr V w Krakowie na stanowisko 2 referenta. W grudniu tego roku, w związku z likwidacją Szefostwa Poborowego DOK V, został ponownie przydzielony do PKU Kielce na stanowisko I referenta. W lutym 1926, po przeprowadzonejreorganizacji PKU Kielce, został zatwierdzony na stanowisku kierownika I referatu administracji rezerw i zastępcy komendanta. 23 grudnia 1927 roku został przeniesiony do kadry oficerów piechoty z pozostawieniem na dotychczas zajmowanym stanowisku. Z dniem 31 marca 1928 został przeniesiony w stan spoczynku. Mieszkał w Kielcach. W 1934 roku jako oficer stanu spoczynku pozostawał w ewidencji PKU Kielce. Posiadał przydział do Oficerskiej Kadry Okręgowej Nr X. Był wówczas „przewidziany do użycia w czasie wojny”.
Na emeryturze poświęcił się twórczości malarskiej, został członkiem Związku Zawodowego Polskich Artystów Plastyków, należał do krakowskiej sekcji Legionistów Plastyków w Związku Legionistów. Tworzył pejzaże, widoki miast, wnętrz, detale architektoniczne i kwiaty, stale obecne były w jego twórczości motywy z czasów służby w Legionach Polskich.

## Ordery i odznaczenia
- Medal Niepodległości – 6 czerwca 1937 roku „za pracę w dziele odzyskania niepodległości”[8]